# 莫里斯 (薩克森-勞恩堡)
薩克森-勞恩堡公爵莫里斯 (1551年—1612年11月2日布克斯特胡德)是薩克森-勞恩堡公爵法蘭茲一世（1510–1581）與薩克森公爵亨利四世之女希比爾（1515–1592）的第四子。1581年父親去世後，他與兩位兄長法蘭茲二世和馬格努斯二世共同統治薩克森-勞恩堡。1588年馬格努斯被監禁後，莫里茨與法蘭茲二世成為唯二統治者。勞恩堡家族以內部紛爭和高額負債聞名，宮廷風氣亦被視為放蕩。

## 生平
1571年，他們的父親弗朗索瓦一世退位，將王位傳給了當時的大兒子馬格努斯二世和弗朗索瓦二世。馬格努斯二世試圖暴力鎮壓他的弟弟法蘭茲二世，但最終於1574年失敗。弗朗索瓦一世隨後重新登基。
1581年，他們的父親去世後，當時的莫里斯與他的哥哥馬格努斯二世和法蘭茲二世三人共同以公爵身分統治薩克森-勞恩堡。然而，1588年，法蘭茲二世和莫里斯將馬格努斯二世囚禁在拉策堡的城堡中，以懲罰他屢次犯下的暴行，並在沒有馬格努斯二世的情況下繼續共同統治。
1581年11月25日，莫里斯與達倫堡的施珀肯的卡塔琳娜結婚，後者是其兄嫂的侍女。其兄法蘭茲二世稱這段門第不匹配的婚姻「玷污了整個薩克森家族」。莫里斯不久便轉向情婦查默的吉塞拉（其曾祖父約翰的私生後裔），並在吉塞拉公開辱罵卡塔琳娜後，於婚後不到一年休妻。1582年5月31日的《埃舍堡條約》中，莫里斯聲明悔婚，此舉獲得法蘭茲二世支持，後者除原定年俸外，另授予他比興的居所與實物補給。
1585年（或1586年），莫里斯遷居布克斯特胡德，當時布克斯特胡德是不布來梅大主教轄區內的一個城市，由其兄長薩克森-勞恩堡大主教海因里希統治。莫里斯居住在布克斯特胡德阿爾特克洛斯特修道院（現為布克斯特胡德的一部分）的修道院長宅邸。1588年，他的母親希比爾在他與查默的吉塞拉的婚外情中扮演重要角色，莫里斯之母希比爾與兄嫂的父親不倫瑞克-沃爾芬比特爾公爵尤里烏斯曾勸他與妻子復合。希比爾更以「唆使離婚」和「使用巫術」為由，對吉塞拉及其夫查默的亞當發起巫術審判。莫里斯因此離開勞恩堡宮廷，轉投荷蘭軍隊服役，並獲准領取哈德爾恩地區收入。身為公爵，莫里斯保持沉默，一直住在修道院長宅邸直到去世。修道院長宅邸現為畫廊和咖啡館。他最終因巨額負債於布克斯特胡德去世，死前未與兄長和解。他與吉塞拉育有兩名私生子：莫里斯·勞滕施泰因與後成為作曲家的尤里烏斯·恩斯特·勞滕施泰因。

## 婚姻與子嗣
1581年，莫里斯與施珀肯的卡塔琳娜結婚；然而，隔年兩人離婚。他們沒有孩子。
莫里斯公爵與情婦吉塞拉（嫁給查默的亞當）育有兩個私生子：
- 莫里茨·勞滕施泰因 (*? – 1617年/39年*)
- 尤里烏斯·恩斯特·勞滕施泰因（英语：Julius Ernst Rautenstein） (*约1590年 – 约1660*)